# リスト・ラーコネン
リスト・ラーコネン（よりフィンランド語に近い表記ではリスト・ラーッコネン、Risto Juhani Laakkonen、1967年5月6日 - ）は、フィンランド、クオピオ出身の元スキージャンプ選手。
1980年代後半から1990年代前半にかけて活躍した。

## プロフィール
1986年1月11日、チェコスロバキア、ハラコフ大会でスキージャンプ・ワールドカップにデビュー、8位となる。
1988年カルガリーオリンピック代表となり70m級23位。
1988/89シーズンはベストのシーズンで、12月4日にカナダ、サンダーベイでワールドカップ初優勝、年末年始のジャンプ週間で総合優勝（ただし各試合での優勝は無し）して地元フィンランドでの世界選手権に臨んだ。
個人戦では70m級23位、90m級24位に終わったが団体戦で金メダルを獲得した。ワールドカップ総合で7位。
1991年ノルディックスキー世界選手権では団体銀メダルを獲得。ノーマルヒル8位、ラージヒル12位だった。
1992年アルベールビルオリンピックで団体金メダルを獲得。
同年限りで現役を引退した。